# منلی شمالی، نیو ساوت ولز
منلی شمالی معروف به شهر عشاق منلی (به انگلیسی: North Manly) یک حومه شهر در استرالیا است که در نیو ساوت ولز واقع شده‌است.